# 时珍粘体虫
时珍粘体虫（学名：Myxosoma sigini）为粘体科粘体虫属的动物。在中国，分布于广东、湖北等，营寄生生活，寄生在鳃、体腔（鲢）、胆囊、脑、心、肝、肾、鳔（鳙）。